# 嘉山未紗
嘉山 未紗（かやま みさ、1992年1月24日 - ）は、日本の女性声優。神奈川県出身。ライトフィルム所属。
主な代表作に『アイドルマスター シンデレラガールズ』（脇山珠美）などがある。

## 経歴
円・演劇研究所（第35期生・本科演技部）、プロ・フィット声優養成所（第18期生）卒業。
高校時代に友人からニコニコ動画で声優の演じ分けの動画を見せてもらったことから声優業に興味を持つ。それまではアニメなどに関心はなく、声優1人では1つのキャラクターしか担当していないものだと思っていたという。高校卒業時には進路を決めていなかったが、母親から「今一番興味があることは何か」を訊かれた際に前述の出来事から声優だと答え、役者の道を進むことになった。
2014年10月よりプロ・フィットに準所属していたが、2017年12月末に退所しフリーランスで活動。「映像系の仕事を中心にしたい」との理由での退所だったが、退所後も『アイドルマスター シンデレラガールズ』脇山珠美役や『八月のシンデレラナイン』仙波綾子役といった持ち役は継続して担当しており、2018年12月1日より声優によるメール配信サービス「チョクメ!」も新たに開始した。
2019年10月よりアソビシステムの新たな部門であるアソビネクストに所属したことを自身のInstagramで報告した。報告の投稿の中では、声優業以外の活動への挑戦もほのめかしている。
2020年2月22日、自身のInstagram及びブログにて一般男性と結婚したことを報告した。
2023年11月からはライトフィルムの新たな部門である芸能マネジメント部門に所属している。なお、プロフィールページには「model」とある。

## 人物
趣味はインテリア、映画鑑賞、カフェ巡り、ものづくり。過去にはウィンドウショッピング、本屋さん巡りを挙げていた。特技は絵を描くこと。過去には掃除、生物の世話も挙げていた。アナログ人間のため、SNS類は不得手。
弟が2人いる長女。「メルシー」という名前の犬と、「てんすけ」という名前のデグーを飼っている。
声優仲間では『アイドルマスター シンデレラガールズ』で共演している長島光那や新田ひより、田澤茉純、春瀬なつみらと交流を持つ。嘉山自身のTwitterアカウントが存在しないため、ブログやInstagramアカウントの開設前は嘉山からのメッセージを長島が代行してTwitterに掲載したり、ブログ開設直後はブログの更新を彼女らがTwitterで知らせたりなどしていた。

## 出演
太字はメインキャラクター。

### テレビアニメ
2014年
- オオカミ少女と黒王子（子供）
- ブラック・ブレット（少年）
- 六畳間の侵略者!?（遊園地スタッフ）
- 結城友奈は勇者である -結城友奈の章-（女子生徒B）

2015年
- アイドルマスター シンデレラガールズ（脇山珠美）
- 聖剣使いの禁呪詠唱（諸葉〈幼少期〉）
- トリアージX（村咲馨、マッサージ師）
- ハイキュー!! セカンドシーズン（タカ、宮ノ下英里）
- 乱歩奇譚 Game of Laplace（女子生徒）

2016年
- おそ松さん（女）
- 競女!!!!!!!!（大島優子）
- てーきゅう（隣のクラスの子、コーン女子）
- マジきゅんっ!ルネッサンス（女子生徒）

2017年
- 天使の3P!（女子A、女子生徒B、高校女子A）
- アイカツスターズ!（客）
- アイドルマスター シンデレラガールズ劇場（2017年 - 2019年、脇山珠美、係員） - 3シーズン
- アニメガタリズ（女子生徒）

2019年
- 八月のシンデレラナイン（清城高校選手、仙波綾子）

### Webアニメ
- アイドルマスター シンデレラガールズ劇場 火曜シンデレラシアター / Extra Stage（2018年 - 2021年、脇山珠美[23]） - 2シリーズ
- CINDERELLA GIRLS 10th Anniversary Celebration Animation ETERNITY MEMORIES（2022年、脇山珠美）

### ゲーム
2014年
- トイズドライブ（天使るるか、谷川翠）
- ヒーローズプレイスメント（シグナス・クレイ、能登恋路、鵜沼とと）

2015年
- アイドルマスター シンデレラガールズ（2015年 - 2025年、脇山珠美） - 2作品
- 家電少女（ジュリ、なぎさ）
- サウザンドメモリーズ（ライーヌ、エミール）

2016年
- WAR OF BRAINS（獣姫 セツナ、忍びの見習い ポンスケ、孤高の傭兵 ガンヴィート、ガネーシャ ）
- シノビナイトメア（チヨメ）
- フィギュアヘッズ（クレイオ）

2017年
- タワー オブ プリンセス（アシュラー）
- 八月のシンデレラナイン（仙波綾子）

2018年
- 幻獣契約クリプトラクト（イカロス）
- 少女とドラゴン -幻獣契約クリプトラクト-（イカロス、ラッセル、ヴァイパー）

2022年
- アイドルマスター ポップリンクス（脇山珠美）

### ドラマCD
- 月刊少女野崎くん（2013年、女子生徒、ゲーム音声）

### 吹き替え

#### ドラマ
- ハンド・オブ・ゴッド（英語版）（2015年、フリーダ）
- MAJOR CRIMES 〜重大犯罪課 シーズン4（2015年、エインズリー）

#### アニメ
- スクービー・ドゥー&KISS: ロックンロール・ミステリー（英語版）（2016年、シャンディ）

### テレビドラマ
- 孤独のグルメ Season10 第10話（2022年12月10日、テレビ東京） - 女性客 役[36]

### ラジオ
※はインターネット配信。
- 長島光那と嘉山未紗のチョクラジ！（2019年、チョクメ！公式サイト※）[37]

### インターネットテレビ
- 佐倉薫と嘉山未紗の君の腹筋を割りたい。（2021年、ニコニコ生放送）[38]
- ますみ・みさ・ひよりのMake Up Theater!（2023年 - 、ニコニコ生放送）

### 映像商品
- THE IDOLM@STER CINDERELLA GIRLS 5thLIVE TOUR Serendipity Parade!!! @SHIZUOKA / @SAITAMA SUPER ARENA（2018年）

### その他コンテンツ
- アニメ『アイドルマスター シンデレラガールズ劇場 2nd SEASON』DVD/BD 第1巻 特典CD「なんちゃってコメンタリー」

## ディスコグラフィ

### キャラクターソング
| 発売日   | 商品名 | 歌 | 楽曲                                                                    | 備考                                                                               |
| 2015年   | 2015年 | 2015年 | 2015年                                                                  | 2015年                                                                             |
| -------- | --- | --- | ----------------------------------------------------------------------- | ---------------------------------------------------------------------------------- |
| 9月12日  | THE IDOLM@STER CINDERELLA GIRLS サガン鳥栖 サポートソング 青空エール                                                  | 赤城みりあ（黒沢ともよ）、緒方智絵里（大空直美）、城ヶ崎美嘉（佳村はるか）、脇山珠美（嘉山未紗）                     | 「青空エール」                                                          | 『サガン鳥栖』サポートソング                                                       |
| 2017年   | | |                                                                         |                                                                                    |
| 4月19日  | THE IDOLM@STER CINDERELLA GIRLS STARLIGHT MASTER 10 Jet to the Future                                                 | 日野茜（赤﨑千夏）、高森藍子（金子有希）、及川雫（のぐちゆり）、脇山珠美（嘉山未紗）、道明寺歌鈴（新田ひより）       | 「Flip Flop」                                                           | ゲーム『アイドルマスター シンデレラガールズ スターライトステージ』関連曲           |
| 12月13日 | THE IDOLM@STER CINDERELLA GIRLS MASTER SEASONS WINTER!                                                                | 神谷奈緒（松井恵理子）、神崎蘭子（内田真礼）、脇山珠美（嘉山未紗）                                                   | 「Frost」                                                               | ゲーム『アイドルマスター シンデレラガールズ』関連曲                                |
| 2018年   | | |                                                                         |                                                                                    |
| 3月14日  | THE IDOLM@STER CINDERELLA GIRLS STARLIGHT MASTER 15 桜の頃                                                            | 依田芳乃（高田憂希）、小早川紗枝（立花理香）、道明寺歌鈴（新田ひより）、浜口あやめ（田澤茉純）、脇山珠美（嘉山未紗） | 「桜の頃（M@STER VERSION）」                                            | ゲーム『アイドルマスター シンデレラガールズ スターライトステージ』関連曲           |
| 3月14日  | THE IDOLM@STER CINDERELLA GIRLS STARLIGHT MASTER 15 桜の頃                                                            | 道明寺歌鈴（新田ひより）、浜口あやめ（田澤茉純）、脇山珠美（嘉山未紗）                                               | 「キミのそばでずっと」                                                  | ゲーム『アイドルマスター シンデレラガールズ スターライトステージ』関連曲           |
| 3月28日  | フィギュアヘッズ オリジナル・サウンドトラック                                                                         | アイノ（橋本結）、クレイオ（嘉山未紗）                                                                               | 「アライヴ〜ワン・チャンあるじゃナイト〜」                              | ゲーム『フィギュアヘッズ』関連曲                                                   |
| 11月30日 | THE IDOLM@STER CINDERELLA GIRLS 6thLIVE MERRY-GO-ROUNDOME!!! MASTER SEASONS WINTER! SOLO REMIX                        | 脇山珠美（嘉山未紗）                                                                                                 | 「Frost」                                                               | ゲーム『アイドルマスター シンデレラガールズ』関連曲                                |
| 2019年   | | |                                                                         |                                                                                    |
| 7月17日  | THE IDOLM@STER CINDERELLA GIRLS STARLIGHT MASTER 30 ガールズ・イン・ザ・フロンティア                                  | 結城晴（小市眞琴）、赤城みりあ（黒沢ともよ）、脇山珠美（嘉山未紗）、緒方智絵里（大空直美）、城ヶ崎美嘉（佳村はるか） | 「青空エール（M@STER VERSION）」                                        | ゲーム『アイドルマスター シンデレラガールズ スターライトステージ』関連曲           |
| 9月2日   | THE IDOLM@STER CINDERELLA GIRLS 7thLIVE TOUR Special 3chord♪ Comical Pops! 会場オリジナルCD                           | 脇山珠美（嘉山未紗）                                                                                                 | 「桜の頃（M@STER VERSION）」                                            | ゲーム『アイドルマスター シンデレラガールズ スターライトステージ』関連曲           |
| 2020年   | | |                                                                         |                                                                                    |
| 2月19日  | THE IDOLM@STER CINDERELLA GIRLS STARLIGHT MASTER 36 義勇忍侠花吹雪                                                    | 浜口あやめ（田澤茉純）、脇山珠美（嘉山未紗）、道明寺歌鈴（新田ひより）                                               | 「義勇忍侠花吹雪（M@STER VERSION）」                                    | ゲーム『アイドルマスター シンデレラガールズ スターライトステージ』関連曲           |
| 7月15日  | THE IDOLM@STER CINDERELLA GIRLS STARLIGHT MASTER 40 バベル                                                            | 道明寺歌鈴（新田ひより）、浜口あやめ（田澤茉純）、脇山珠美（嘉山未紗）                                               | 「STAR」                                                                | ゲーム『アイドルマスター シンデレラガールズ スターライトステージ』関連曲           |
| 11月11日 | THE IDOLM@STER CINDERELLA GIRLS LITTLE STARS EXTRA! ダイアモンド・アテンション                                        | 喜多見柚（武田羅梨沙多胡）、難波笑美（伊達朱里紗）、椎名法子（都丸ちよ）、ナターリア（生田輝）、脇山珠美（嘉山未紗） | 「ダイアモンド・アテンション」                                          | Webアニメ『アイドルマスター シンデレラガールズ劇場 Extra Stage』エンディングテーマ |
| 2021年   | | |                                                                         |                                                                                    |
| 7月28日  | THE IDOLM@STER CINDERELLA GIRLS STARLIGHT MASTER GOLD RUSH! 09 Just Us Justice                                        | 南条光（神谷早矢佳）、脇山珠美（嘉山未紗）、結城晴（小市眞琴）、上条春菜（長島光那）、片桐早苗（和氣あず未）         | 「Just Us Justice（M@STER VERSION）」                                   | ゲーム『アイドルマスター シンデレラガールズ スターライトステージ』関連曲           |
| 7月28日  | THE IDOLM@STER CINDERELLA GIRLS STARLIGHT MASTER GOLD RUSH! 09 Just Us Justice                                        | 脇山珠美（嘉山未紗）                                                                                                 | 「Just Us Justice（M@STER VERSION）」                                   | ゲーム『アイドルマスター シンデレラガールズ スターライトステージ』関連曲           |
| 2023年   | | |                                                                         |                                                                                    |
| 6月10日  | THE IDOLM@STER CINDERELLA GIRLS 燿城夜祭 -かがやきよまつり- 会場オリジナルCD                                          | 脇山珠美（嘉山未紗）                                                                                                 | 「ダイアモンド・アテンション」                                          | Webアニメ『アイドルマスター シンデレラガールズ劇場 Extra Stage』関連曲             |
| 9月6日   | THE IDOLM@STER CINDERELLA GIRLS STARLIGHT MASTER PLATINUM NUMBER 07 N.O.R. 〜Notes of Revolution〜 革命についての覚書 | 脇山珠美（嘉山未紗）、星輝子（松田颯水）、小関麗奈（長野佑紀）                                                       | 「N.O.R. 〜Notes of Revolution〜 革命についての覚書（M@STER VERSION）」 | ゲーム『アイドルマスター シンデレラガールズ スターライトステージ』関連曲           |
| 9月6日   | THE IDOLM@STER CINDERELLA GIRLS STARLIGHT MASTER PLATINUM NUMBER 07 N.O.R. 〜Notes of Revolution〜 革命についての覚書 | 脇山珠美（嘉山未紗）                                                                                                 | 「N.O.R. 〜Notes of Revolution〜 革命についての覚書（M@STER VERSION）」 | ゲーム『アイドルマスター シンデレラガールズ スターライトステージ』関連曲           |
| 2024年   | | |                                                                         |                                                                                    |
| 1月17日  | THE IDOLM@STER CINDERELLA GIRLS STARLIGHT MASTER HEART TICKER! 02 Hardcore Toyworld                                   | 脇山珠美（嘉山未紗）                                                                                                 | 「碧空ノ一路」                                                          | ゲーム『アイドルマスター シンデレラガールズ スターライトステージ』関連曲           |

## ライブ・イベント

### 合同ライブ
| 出演日               | タイトル                                                                                        | 会場                                      |
| -------------------- | ----------------------------------------------------------------------------------------------- | ----------------------------------------- |
| 2017年6月24・25日    | THE IDOLM@STER CINDERELLA GIRLS 5thLIVE TOUR Serendipity Parade!!! 静岡公演                     | エコパアリーナ（静岡県）                  |
| 2017年8月12日        | THE IDOLM@STER CINDERELLA GIRLS 5thLIVE TOUR Serendipity Parade!!! さいたまスーパーアリーナ公演 | さいたまスーパーアリーナ（埼玉県）        |
| 2018年12月1日        | THE IDOLM@STER CINDERELLA GIRLS 6thLIVE MERRY-GO-ROUNDOME!!! ナゴヤドーム公演                   | ナゴヤドーム（愛知県）                    |
| 2020年2月15・16日    | THE IDOLM@STER CINDERELLA GIRLS 7thLIVE TOUR Special 3chord♪ Glowing Rock!                      | 京セラドーム大阪（大阪府）                |
| 2021年1月10日        | THE IDOLM@STER CINDERELLA GIRLS Broadcast & Live Happy New Yell!!!                              | 幕張メッセ 国際展示場 1-3ホール（千葉県） |
| 2021年12月25日・26日 | THE IDOLM@STER CINDERELLA GIRLS 10th ANNIVERSARY M@GICAL WONDERLAND TOUR!!! Celebration Land    | 幕張イベントホール（千葉県）              |
| 2022年4月3日         | THE IDOLM@STER CINDERELLA GIRLS 10th ANNIVERSARY M@GICAL WONDERLAND!!!                          | ベルーナドーム（埼玉県）                  |
| 2023年6月10日・11日  | THE IDOLM@STER CINDERELLA GIRLS 燿城夜祭 -かがやきよまつり-                                     | 大阪城ホール（大阪府）                    |
| 2024年6月16日        | THE IDOLM@STER CINDERELLA GIRLS UNIT LIVE TOUR ConnecTrip! 石川公演                             | 本多の森北電ホール（石川県）              |

### その他
- 中島由貴 ファンイベント
  - vol.1（2018年4月30日、YMCAアジア青少年センター（東京都））ゲスト出演[39]
  - vol.12（2019年11月16日、東京証券会館ホール（東京都））昼の部ゲスト出演[40][41]
- CINDERELLA REAL PARTY 05〜この時をまっていた！うきうきようきなうんどうかい〜（2018年10月20日、市川市文化会館（千葉県））[42]
- チョクメ祭! vol.3（2019年2月11日、東京カルチャーカルチャー（東京都））[43]
- ますみとゆかいななかまたち 〜おいでよおたんじょうびかい〜（2019年11月24日、キリストンカフェ 東京（東京都））[4]